# Challenge 1932

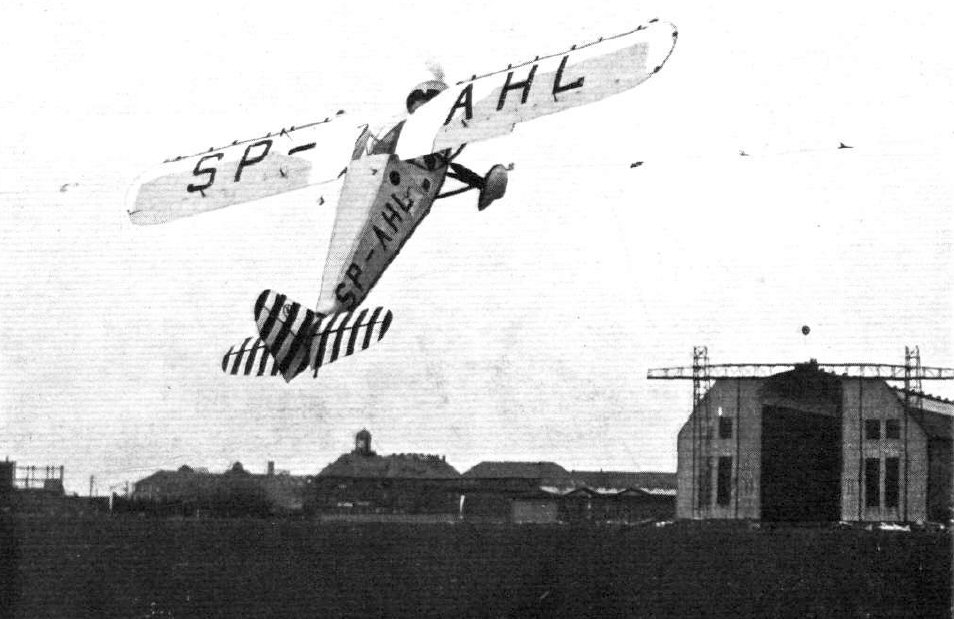
Samolot RWD-6 Tadeusza Karpińskiego podczas próby krótkiego startu

Międzynarodowe Zawody Samolotów Turystycznych w 1932 roku, znane w Polsce pod francuską nazwą Challenge – zawody lotnicze odbywające się w dniach 12–28 sierpnia 1932 roku w Berlinie, trzecie zawody z serii Challenge International de Tourisme. Zakończyły się zwycięstwem polskiej załogi Franciszka Żwirki i Stanisława Wigury na samolocie polskiej konstrukcji RWD-6, stanowiąc pierwszy duży międzynarodowy sukces polskiego lotnictwa sportowego. Obejmowały one ocenę techniczną samolotów, konkurencje techniczne, próbę prędkości maksymalnej oraz lot okrężny wokół Europy, długości 7363,2 km przez Niemcy, Polskę, Czechosłowację, Austrię, Jugosławię, Włochy, Szwajcarię, Francję, Holandię, Danię i Szwecję.

## Organizacja i rozpoczęcie zawodów
Były to trzecie z serii prestiżowych międzynarodowych zawodów samolotów turystycznych Międzynarodowej Federacji Lotniczej (FAI), znanych w Polsce jako Challenge, od francuskiej nazwy Challenge International de Tourisme. Organizatorem zawodów był Aeroklub Niemiec, ponieważ niemiecki zawodnik Fritz Morzik zwyciężył w poprzednich zawodach Challenge w 1930 roku. Również regulamin konkursu, zmieniony w stosunku do regulaminu poprzednich zawodów, opracował Aeroklub Niemiec, biorąc za punkt wyjścia regulamin Niemieckiego Konkursu Samolotów Lekkich z 1931 roku. Liczba samolotów zgłoszonych (67) i ostatecznie biorących udział w zawodach (43) była mniejsze niż w poprzednio, gdyż zawody przerodziły się w trudną imprezę specjalistyczną, stawiającą wysokie wymagania sprzętowi oraz wymagającą wysokiego poziomu wyszkolenia pilotów. Większe szanse miały samoloty specjalnie opracowane na zawody. Z tego powodu też, aby dać szansę na przygotowanie nowych konstrukcji, zwiększono odstęp między zawodami z jednego roku do dwóch lat. Przewodniczącym międzynarodowej komisji sportowej czuwającej nad przebiegiem zawodów był Niemiec Gerd von Hoeppner, w jej skład wchodzili przedstawiciele uczestniczących w imprezie aeroklubów, w tym w imieniu Polski Bogdan Kwieciński.
Otwarcie zawodów nastąpiło 12 sierpnia 1932 na berlińskim lotnisku Staaken. Zawody składały się z trzech osobno punktowanych konkurencji:
1. prób technicznych,
2. lotu okrężnego wokół Europy,
3. próby prędkości maksymalnej.

Próby techniczne składały się z oceny poziomu technicznego samolotów i z konkurencji wymagających kunsztu w pilotażu. Tym razem odwrócono proporcje z dotychczasowych imprez i za próby techniczne można było zdobyć więcej punktów, niż za lot okrężny (odpowiednio 280 i 220), co było wyrazem położenia nacisku na możliwości techniczne samolotów. Osobno do kilkunastu punktów można było otrzymać za nową na zawodach Challenge próbę prędkości maksymalnej.

## Zgłoszenia
W zawodach wzięły udział ekipy z sześciu państw: Niemiec (16 załóg), Francji (8 załóg), Polski (5 załóg), Szwajcarii (2 załogi) i, po trzyletniej przerwie, Włoch (8 załóg) i Czechosłowacji (4 załogi). Ekipy były zgłaszane przez aerokluby narodowe, które musiały uiścić wpisowe na rzecz FAI. Tym razem do konkursu nie przystąpiła Wielka Brytania, gdyż nowe brytyjskie samoloty prywatnych użytkowników przekraczały limit masy wynikający z regulaminu, a w przeciwieństwie do innych krajów, nie opracowano tam specjalnych konstrukcji na zawody. W składzie ekipy włoskiej startowała jednak Angielka Winifred Spooner, a w składzie niemieckiej – Kanadyjczyk John Carberry i Rumun Alexandru Papană. W składzie ekipy niemieckiej zgłosił się także japoński pilot Hachisuka z brytyjskim samolotem Puss Moth, lecz nie został dopuszczony do startu z uwagi na przekroczenie masy przez samolot.

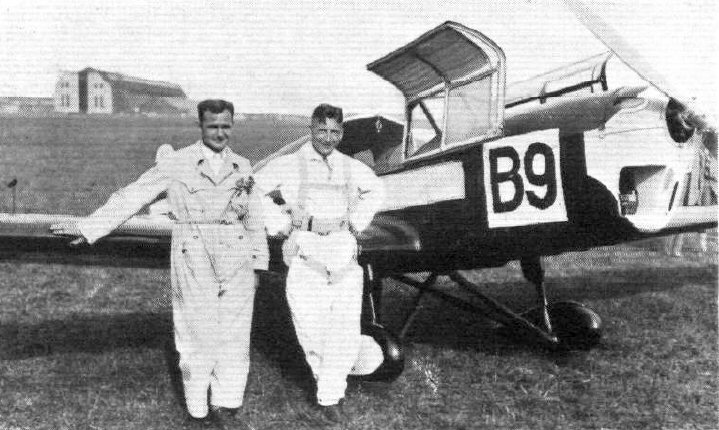
Czołowi niemieccy piloci Fritz Morzik i Reinhold Poss przy samolocie Klemm Kl 32 Possa

Ze zgłoszonych 67 samolotów i załóg ostatecznie tylko 43 przystąpiło do zawodów. Część samolotów była niegotowa, kilka zostało rozbitych podczas prób fabrycznych lub treningów (w tym jeden polski RWD-6). Przede wszystkim, z powodu dwóch katastrof tuż przed zawodami, zostały wycofane nowe szybkie samoloty Messerschmitta BFW M.29, z którymi ekipa niemiecka wiązała największe nadzieje i mieli na nich startować zdobywcy pierwszego i drugiego miejsca w poprzednich zawodach – Fritz Morzik i Reinhold Poss. Przy tym, miały to być samoloty lżejszej II kategorii, co dodatkowo dawało im preferencje w punktacji. W związku z tym, niemiecka zawodniczka Elly Beinhorn odstąpiła Morzikowi swój samolot Heinkel He 64c, a Friedrich Siebel (20. miejsce w poprzednich zawodach) także zrezygnował z uczestnictwa na rzecz Possa. Wycofano też m.in. trzy zgłoszone awangardowe dwusilnikowe bezogonowce Fieseler F.3 Wespe, które nie zostały dopracowane. Początkowo prawie połowa zgłoszeń – 32 – pochodziła od pilotów niemieckich; ostatecznie do zawodów przystąpiła tylko połowa z nich, co i tak tworzyło najliczniejszy zespół, wyposażony w większości w nowoczesne samoloty zawodnicze dwóch typów (Heinkel He 64 i Klemm Kl 32). Tylko dwóch Niemców startowało na samolotach innych typów, mających mniejsze szanse w konkursie (nie licząc dodatkowo Rumuna A. Papany z niemieckiego zespołu, lecącego amerykańskim samolotem Monocoupe 110). Nie przystąpiły do zawodów również cztery załogi francuskie, trzy czechosłowackie i jedna polska. W komplecie stawił się jedynie silny zespół włoski, na 8 samolotach jednolitego typu Breda Ba 33, a także obydwóch zgłoszonych zawodników szwajcarskich (z tego jeden, Robert Fretz, na niemieckim samolocie Kl 32). Samoloty startowały z załogami dwuosobowymi: pilot i mechanik, z wyjątkiem trzech zawodników (G. Pasewaldt, J. Carberry, J. Puget), co do których brak jest informacji, żeby lecieli z pasażerem.
Większość samolotów – 41 stawiło się na lotnisku Staaken w Berlinie w regulaminowym czasie 11 sierpnia 1932. Dwie załogi spóźniły się, lecz przystąpiły do konkursu za przewidzianą regulaminem podwójną opłatą startową. Ostatecznym terminem przybycia był 12 sierpnia o godz. 16.

## Samoloty

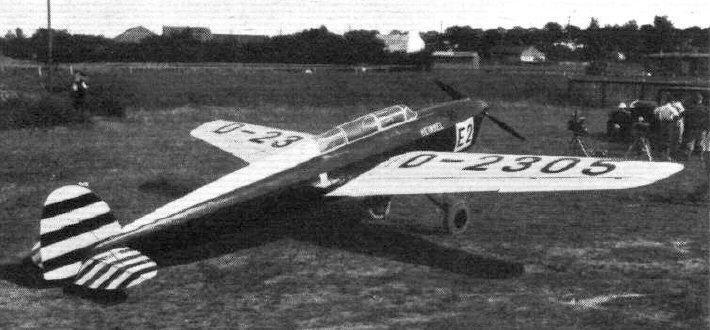
Heinkel He 64c pilota Wernera Juncka

Wszystkie samoloty biorące udział w zawodach były jednosilnikowe, ze stałym podwoziem, w większości dwumiejscowe, rzadziej trzymiejscowe. Samoloty te były nominalnie maszynami turystycznymi, w praktyce jednak Niemcy, Polska, Włochy i Czechosłowacja opracowały dla celów Challenge, pod kątem nowego regulaminu, specjalne nowoczesne samoloty sportowe. Większe znaczenie niż w poprzednich latach miała wysoka prędkość maksymalna połączona z niską prędkością minimalną, co wymagało kombinacji dobrej aerodynamiki, mocnego silnika oraz mechanizacji skrzydeł (głównie wyposażenia w sloty i klapy). Najlepsze samoloty na zawodach cechowały się rozpiętością prędkości minimalnej i maksymalnej w stosunku bliskim 1:4. W zawodach uczestniczyło wprawdzie 17 typów samolotów, lecz 2/3 biorących udział maszyn (29) należało do sześciu specjalnie zaprojektowanych typów. Charakterystyczne samoloty zawodów to zwłaszcza wolnonośne dolnopłaty z zakrytą kabiną i składanymi skrzydłami, napędzane odwróconym silnikiem rzędowym chłodzonym powietrzem.
Wszystkie specjalnie zaprojektowane na zawody samoloty były jednopłatami z zakrytymi, przeszklonymi kabinami załogi i bogatą mechanizacją płata. Podstawowym sprzętem ekipy niemieckiej były drewniane wolnonośne dolnopłaty typów Heinkel He 64 (6 sztuk) i Klemm Kl 32 (7 sztuk, a nadto jeden w ekipie szwajcarskiej). Po wycofaniu samolotów BFW M.29, za faworytów uważane były przed zawodami szybkie He 64, z wysmukłym kadłubem i dwoma miejscami załogi w układzie tandem (jedno za drugim), będące pierwszą konstrukcją lekkiego samolotu firmy Heinkel. Liczniejsze Klemmy Kl 32, napędzane różnymi silnikami, były samolotami trzymiejscowymi, z dwoma miejscami obok siebie. Włochy i Czechosłowacja wystawiły podobne do siebie samoloty Breda Ba 33 (8 sztuk) i Praga BH-111 (3 sztuki), zastrzałowe dolnopłaty o mieszanej konstrukcji, usztywniane olinowaniem, z dwoma miejscami załogi w układzie tandem. Polska opracowała natomiast całkowicie metalowy wolnonośny dolnopłat PZL.19 z dwoma lub trzema miejscami załogi w układzie tandem (3 sztuki) i zastrzałowy górnopłat o konstrukcji mieszanej RWD-6, z miejscami załogi obok siebie (3 sztuki, jeden się rozbił).

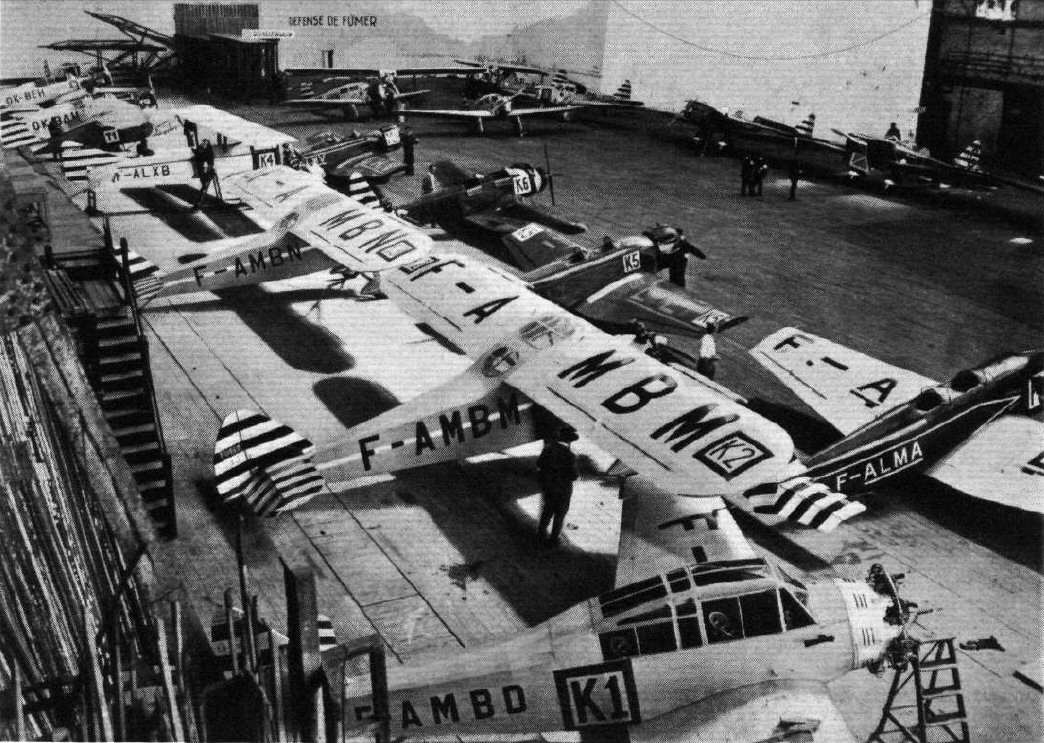
Samoloty w hangarze na lotnisku Staaken. Na pierwszym planie ekipa francuska (dobrze widoczne: Guerchais T.9 F-AMBD, oba Potezy 43 F-AMBM i F-AMBN i Farman F.350 F-ALMA). W głębi po lewej ekipa czechosłowacka, w środku polska, po prawej włoska

Samoloty nie budowane specjalnie pod kątem wymogów konkursu, zwłaszcza większość francuskich, prezentowały niższy poziom i miały mniejsze szanse w próbach technicznych. Były to: francuskie Caudron C.278 Luciole, Potez 43, Guerchais T.9, Farman F.234, Farman F.350, Mauboussin M.12, niemieckie Akaflieg Darmstadt D-22a, Raab-Katzenstein (Raka) RK-25/32, włoska Breda-15S (w ekipie czechosłowackiej), amerykański Monocoupe 110 (w ekipie niemieckiej) i szwajcarski Comte AC-12E. Oprócz dwóch Farmanów 234 i dwóch Potezów 43, pozostałe występowały w pojedynczych egzemplarzach. W odróżnieniu od poprzednich zawodów, tylko dwa samoloty były dwupłatami (Caudron C.278 i Darmstadt D-22a), pozostałe były dolnopłatami lub górnopłatami. Część z nich miała zakryte kabiny (Guerchais T.9, RK-25/32, Monocoupe 110, Comte AC-12E, Potez 43, Breda-15S). Część miała klapy do lądowania, a Potez 43 był wyposażony w stałe sloty (na 1/3 rozpiętości skrzydła).
W porównaniu z poprzednimi zawodami, zwiększeniu uległy moce silników najlepszych maszyn. Większość samolotów miała silniki o mocy 120–160 KM, aczkolwiek w źródłach spotykane są rozbieżne szczegółowe dane. Moc maksymalną rzędu 150–160 KM osiągały niemieckie czterocylindrowe silniki rzędowe Argus As 8R montowane w Heinklach, trzech Klemmach Kl 32 V i D-22a, silniki gwiazdowe Siemens Sh.14a dwóch Kl 32 XIV oraz silnik V8 Hirth HM-150 pojedynczego Kl 32 XII. Podobną moc rozwijały także brytyjskie silniki gwiazdowe Armstrong-Siddeley Genet Major zamontowane w polskich RWD-6 oraz sześciocylindrowe silniki rzędowe Colombo S.63 montowane w 7 samolotach Breda 33 włoskich pilotów. Najbardziej rozpowszechnioną jednostką napędową był brytyjski silnik rzędowy de Havilland Gipsy III o mocy 122 KM, napędzający 3 Pragi BH-111, 3 PZL-19, Farmana F.350, Comte AC-12E, jedną Bredę 33 (W. Spooner) oraz dwa pozostałe Klemmy Kl 32 X (R. Fretza i J. Carberry), natomiast Breda 15S miała czechosłowacką wersję tego silnika Walter Junior. Z francuskich samolotów tylko Caudron C.278 miał silnik gwiazdowy dużej mocy 170 KM, co niwelowała jednak przestarzała konstrukcja samolotu (zastrzałowego dwupłata z odkrytymi kabinami). Pozostałe samoloty francuskie miały zbyt słabe silniki, zmniejszające ich szanse w zawodach, o mocy rzędu 100 KM (oprócz wspomnianego Farmana F.350 z silnikiem Gipsy). Wyjątkiem był Mauboussin M-12, zaliczony do II kategorii, który miał silnik Salmson 9Ad o mocy zaledwie 46 KM. Prawie wszystkie samoloty posiadały metalowe śmigła o zmiennym skoku oraz możliwość regulacji sterów wysokości podczas lotu.
Samoloty były zgodnie z regulaminem podzielone na dwie kategorie pod względem masy własnej – pierwsza do 480 kg i druga do 336 kg. Formalnie masa została określona na 400 i 280 kg, tak, jak w poprzednich zawodach, lecz dopuszczono 20% tolerancji (w poprzednich zawodach: 15%). Początkowo zgłoszono 13 samolotów lżejszej II kategorii. Ostatecznie wziął z nich udział tylko jeden francuski samolot Mauboussin M.12, co miało znaczenie dla zasad jego punktacji za prędkość i zużycie paliwa.
Samoloty niemieckie nosiły numery startowe (malowane w czarnej kwadratowej obwódce) z zakresu: A4 – A9, B1 – B9, C2 – C8, E1 – E2 (bez zachowanej ciągłości numeracji), francuskie: K1 – K8, włoskie: M1 – M8, polskie: O1 – O6, szwajcarskie: S1 – S2, czechosłowackie: T1 – T4.

## Zawodnicy
W zawodach brało udział wielu pilotów znanych w międzynarodowym sporcie lotniczym tego okresu, z których część uczestniczyła już w poprzednich zawodach Challenge. Po raz trzeci w zawodach wystartowali Niemcy Fritz Morzik, Reinhold Poss i Robert Lusser, Angielka Winifred Spooner (jedyna kobieta wśród zawodników) i Kanadyjczyk John Carberry. Po raz drugi uczestniczyło w zawodach kilku innych Niemców i Włochów, wszyscy Polacy oraz Francuz Raymond Delmotte i Czech František Klepš .
| Lista startowa       | Lista startowa | Lista startowa         | Lista startowa     | Lista startowa  | Lista startowa  | Lista startowa |                |
| -------------------- | -------------- | ---------------------- | ------------------ | --------------- | --------------- | -------------- | -------------- |
| Lp.                  | Numer          | Pilot                  | Pasażer / mechanik | Państwo         | Samolot         | Silnik         | Znaki rejestr. |
| Ekipa niemiecka      |                |                        |                    |                 |                 |                |                |
| 1.                   | A4             | John Carberry          | –                  | Kanada          | Klemm Kl 32 X   | DH Gipsy III   | D-2299         |
| 2.                   | A6             | Dietrich v. Massenbach | Scholz             |                 | Heinkel He 64c  | Argus As.8R    | D-2303         |
| 3.                   | A8             | Wolfgang Stein         | Aumann             |                 | Heinkel He 64c  | Argus As.8R    | D-2302         |
| 4.                   | A9             | Hans Seidemann         | Witt               |                 | Heinkel He 64b  | Argus As.8R    | D-2260         |
| 5.                   | B1             | H. von Cramon          | Dübwart            |                 | Heinkel He 64c  | Argus As.8R    | D-2301         |
| 6.                   | B6             | Robert Lusser          | Reuter             |                 | Klemm Kl 32 V   | Argus As.8R    | D-2311         |
| 7.                   | B7             | Theo Osterkamp         | Arno Trebs         |                 | Klemm Kl 32 V   | Argus As.8R    | D-2312         |
| 8.                   | B8             | Walter Marienfeld      | Fritz              |                 | Darmstadt D-22a | Argus As.8R    | D-2222         |
| 9.                   | B9             | Reinhold Poss          | Kurt Mettiner      |                 | Klemm Kl 32 V   | Argus As.8R    | D-2261         |
| 10.                  | C2             | Otto Cuno              | Heil               |                 | Klemm Kl 32 XIV | Siemens Sh.14a | D-2310         |
| 11.                  | C4             | Georg Pasewaldt        | –                  |                 | Klemm Kl 32 XIV | Siemens Sh.14a | D-2320         |
| 12.                  | C6             | Fritz Morzik           | Hermann Dempewolf  |                 | Heinkel He 64c  | Argus As.8R    | D-2304         |
| 13.                  | C7             | Alexandru Papană       | Hubert             | Rumunia         | Monocoupe 110   | Warner Scarab  | CV-TUK         |
| 14.                  | C8             | Antonius Raab          | Gammelin           |                 | Raka RK-25/32   | Argus As.8     | D-1489         |
| 15.                  | E1             | Wolf Hirth             | Hermann Illg       |                 | Klemm Kl 32 XII | Hirth HM-150   | D-2328         |
| 16.                  | E2             | Werner Junck           | Beese              |                 | Heinkel He 64c  | Argus As.8R    | D-2305         |
| Ekipa francuska      |                |                        |                    |                 |                 |                |                |
| 17.                  | K1             | Henri Massot           | Perriot            |                 | Guerchais T.9   | Renault 6Ac    | F-AMBD         |
| 18.                  | K2             | Georges Détré          | Ville              |                 | Potez 43        | Potez 6Ac      | F-AMBM         |
| 19.                  | K3             | Pierre Duroyon         | Lewir              |                 | Potez 43        | Potez 6Ac      | F-AMBN         |
| 20.                  | K4             | Raymond Delmotte       | Philippe           |                 | Caudron C.278   | Salmson 9Nc    | F-ALXB         |
| 21.                  | K5             | Maurice Arnoux         | Brabant            |                 | Farman F.234    | Salmson 7Ac    | F-ALLY         |
| 22.                  | K6             | André Nicolle          | Hericault          |                 | Mauboussin M.12 | Salmson 9 Ad   | F-ALVX         |
| 23.                  | K7             | George Lebeau          | Belfort            |                 | Farman F.350    | DH Gipsy III   | F-ALMA         |
| 24.                  | K8             | Jacques Puget          | –                  |                 | Farman F.234    | Salmson 7Ac    | F-ALHV         |
| Ekipa włoska         |                |                        |                    |                 |                 |                |                |
| 25.                  | M1             | Ambrogio Colombo       | Brioschi           |                 | Breda 33        | Colombo S.63   | I-????         |
| 26.                  | M2             | Vittorio Suster        | Muratori           |                 | Breda 33        | Colombo S.63   | I-BLEA         |
| 27.                  | M3             | Pierro de Angeli       | Pezza              |                 | Breda 33        | Colombo S.63   | I-MANO         |
| 28.                  | M4             | Renato Donati          | Cupini             |                 | Breda 33        | Colombo S.63   | I-CORE         |
| 29.                  | M5             | Mario Stoppani         | Appignani          |                 | Breda 33        | Colombo S.63   | I-MUNE         |
| 30.                  | M6             | Francesco Lombardi     | Zancolla           |                 | Breda 33        | Colombo S.63   | I-CTUS         |
| 31.                  | M7             | Winifred Spooner       | Percins            | Wielka Brytania | Breda 33        | Colombo S.63   | G-ABXK         |
| 32.                  | M8             | G. Viazzo              | Corta              |                 | Breda 33        | Colombo S.63   | I-BIBI         |
| Ekipa polska         |                |                        |                    |                 |                 |                |                |
| 33.                  | O1             | Bolesław Orliński      | Marian Balcerzak   |                 | PZL.19          | DH Gipsy III   | SP-AHH         |
| 34.                  | O2             | Ignacy Giedgowd        | Stefan Kłosinek    |                 | PZL.19          | DH Gipsy III   | SP-AHI         |
| 35.                  | O3             | Jerzy Bajan            | Gustaw Pokrzywka   |                 | PZL.19          | DH Gipsy III   | SP-AHK         |
| 36.                  | O4             | Tadeusz Karpiński      | Stanisław Zientek  |                 | RWD-6           | AS Genet Major | SP-AHL         |
| 37.                  | O6             | Franciszek Żwirko      | Stanisław Wigura   |                 | RWD-6           | AS Genet Major | SP-AHN         |
| Ekipa szwajcarska    |                |                        |                    |                 |                 |                |                |
| 38.                  | S1             | Peter Straumann        | Schröder           | Szwajcaria      | Comte AC-12E    | DH Gipsy III   | CH-333         |
| 39.                  | S2             | Robert Fretz           | Gibbins            | Szwajcaria      | Klemm Kl 32 X   | DH Gipsy III   | CH-360         |
| Ekipa czechosłowacka |                |                        |                    |                 |                 |                |                |
| 40.                  | T1             | Jan Anderle            | Bina               | Czechosłowacja  | Breda Ba-15S    | Walter Junior  | OK-WAL         |
| 41.                  | T2             | Josef Kalla            | Novak              | Czechosłowacja  | Praga BH-111    | DH Gipsy III   | OK-BAH         |
| 42.                  | T3             | Karel Mareš            | Novotny            | Czechosłowacja  | Praga BH-111    | DH Gipsy III   | OK-BIH         |
| 43.                  | T4             | František Klepš        | Gernie             | Czechosłowacja  | Praga BH-111    | DH Gipsy III   | OK-BEH         |

## Ekipa polska

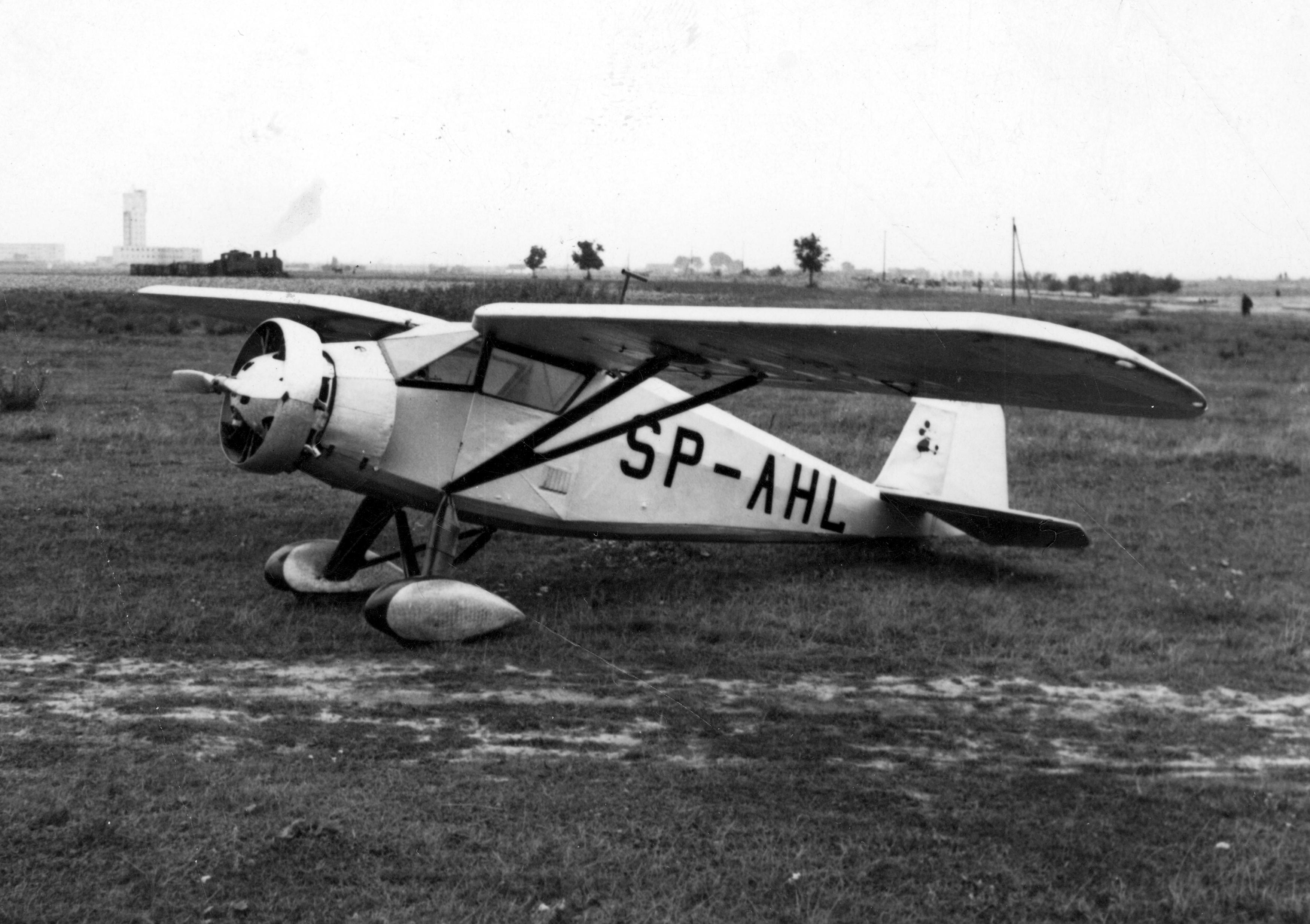
RWD-6 SP-AHL (po przeróbkach po zawodach Challenge)

Po debiucie polskich pilotów w zawodach Challenge w 1930 roku, startujących na samolotach polskiej konstrukcji, udział Polski w kolejnych zawodach stał się sprawą ogólnonarodową, w którą zaangażowały się instytucje państwowe. Specjalnie dla celów zawodów opracowano w Polsce dwa typy samolotów: RWD-6 i PZL.19. Pod koniec 1931 roku udział Polski w zawodach został zagrożony z powodu trudności budżetowych państwa, lecz ostatecznie Aeroklub RP zaciągnął pożyczkę na wpisowe, a Departament Lotnictwa Cywilnego Ministerstwa Komunikacji zamówił budowę po dwóch samolotów zawodniczych w zakładach PZL i DWL (RWD) W zbiórkę środków finansowych zaangażowało się społeczeństwo, w tym pracownicy PLL Lot ufundowali ze swoich składek budowę piątego samolotu. Ostatecznie, szósty samolot został zakupiony przy udziale finansowym Ligi Obrony Powietrznej i Przeciwgazowej. W skład ekipy polskiej miało więc wchodzić sześć samolotów, lecz ostatecznie w jej skład weszło pięć maszyn: trzy PZL-19 pilotowane przez Bolesława Orlińskiego, Ignacego Giedgowda i Jerzego Bajana oraz dwa RWD-6, pilotowane przez Tadeusza Karpińskiego i Franciszka Żwirkę, z którym jako mechanik leciał współkonstruktor samolotu inż. Stanisław Wigura.
Trzecim samolotem RWD-6 nr rej. SP-AHM, ufundowanym ze składek pracowników PLL Lot, miał lecieć najlepszy polski pilot z zawodów z 1930 roku Stanisław Płonczyński, lecz samolot ten został zniszczony w wypadku podczas prób fabrycznych.

## Próby techniczne

### Ocena techniczna
Zawody rozpoczęły się od komisyjnego ważenia samolotów oraz znaczenia i plombowania ich części niepodlegających wymianie lub regulacji. W dniu 13 sierpnia miała miejsce ocena techniczna samolotów. Można było za nią otrzymać maksymalnie 107 punktów (ponad 1/5 możliwych do zdobycia w całych zawodach). Zgodnie z charakterem zawodów jako konkursu samolotów turystycznych, punktowane były takie cechy, jak widoczność z kabiny dla pilota (13 pkt) i pasażera (5 pkt), komfort kabiny (regulacja siedzeń, wygoda, ergonomia itp. – 12 pkt), dobre rozmieszczenie przyrządów (8 pkt), zakryta kabina załogi (8 pkt), miejsca załogi obok siebie (5 pkt), posiadanie trzeciego wygodnego miejsca (5 pkt), podwójny zestaw sterownic (2 pkt). Premiowane były też rozwiązania zwiększające bezpieczeństwo: urządzenia zwiększające nośność skrzydeł i zmniejszające ryzyko przeciągnięcia (10 pkt), silnik Diesla (10 pkt), posiadanie trymerów steru wysokości regulowanych w locie (9 pkt) lub na ziemi (2 pkt), metalowa konstrukcja kadłuba (5 pkt), łatwość opuszczenia samolotu w razie niebezpieczeństwa (5 pkt), dodatkowe urządzenia przeciwpożarowe (3 pkt), rodzaj podwozia (4 pkt), posiadanie hamulców kół (2 pkt).
W tej fazie najwyżej ocenione zostały polskie samoloty (86 pkt RWD-6, 84 pkt PZL.19), a tuż za nimi włoskie Breda Ba 33 (83 pkt), co od razu ustawiło je w pozycji faworytów, dając im kilkunastopunktową przewagę nad samolotami niemieckimi. Czechosłowackie Pragi BH-111 otrzymały po 80 punktów, następnie Klemmy 32 po 71–72 punkty, Guerchais T.9 – 69 punktów i Heinkle He 64 – 66 punktów, na równi z Potezami 43. Dalsze wyniki: Comte AC-12E – 60 pkt, Monocoupe 110 – 58 pkt, Darmstadt D-22a – 54 pkt, Breda 15S – 53 pkt, Farman F.234 i F.350 – 46 pkt, Raka RK-25/32 – 45 pkt. Najsłabszą ocenę – 44 punkty otrzymały Caudron C.278 i Mauboussin M.12.

### Próba prędkości minimalnej
Jako pierwsza z konkurencji technicznych była przeprowadzona próba prędkości minimalnej, nowa na zawodach Challenge, mająca sprawdzić bezpieczeństwo samolotów turystycznych w locie z małymi prędkościami. Prędkość była mierzona nad lotniskiem na odcinku 800 m, lot musiał być wykonywany na wysokości maksymalnie 50 m, a różnica wysokości podczas lotu nie mogła przekraczać 30 m. Za osiągnięcie prędkości 63 km/h lub mniejszej przyznawano 50 punktów; wyniki malały o 2 punkty za każdy kilometr na godzinę więcej, do prędkości 88 km/h, która nie była już punktowana. Dzięki slotom i klapom, najlepsze samoloty pokonywały tę trasę z prędkościami rzędu 60 km/h, lecąc z ogonami wiszącymi w dół, na granicy ryzyka przeciągnięcia. Dla zachowania równych warunków oceny, podczas prób prędkości minimalnej, startów i lądowań oraz zużycia paliwa, samoloty musiały mieć balast wyrównujący masę załogi do 200 kg.
Najlepsze okazały się polskie RWD-6: F. Żwirko osiągnął w drugim przelocie najniższą prędkość 57,6 km/h, a drugi był T. Karpiński (60,8 km/h). Regulamin nie przewidywał takich dobrych wyników, więc uzyskali oni po 50 punktów wraz z Włochami A. Colombo i F. Lombardim i Winifred Spooner na Bredach 33 oraz Niemcami W. Junckiem i H. Seidemannem na He 64, którzy wszyscy osiągnęli prędkości między 61 a 63 km/h. Fritz Morzik uzyskał 48 punktów, wraz z 5 innymi zawodnikami (w tym trzema Włochami i Francuzem R. Delmotte na dwupłatowym Caudronie C.278). Najlepsi zawodnicy na Klemmach Kl 32: W. Hirth i R. Fretz uzyskali 44 punkty, a R. Poss tylko 42 punkty. Z zawodników na polskich PZL.19, Jerzy Bajan uzyskał 40 punktów, B. Orliński 30 punktów, a I. Giedgowd – 24 punkty. Francuskie Potezy 43 uzyskały 38 i 32 punktów, a jeszcze słabiej wypadły czeskie Pragi – 22–24 punkty. Najsłabsze rezultaty miały samoloty nie posiadające mechanizacji płata, jak Guerchais T.9 (H. Massot, 16 pkt), Monocoupe 110 (A. Papana, 14 pkt) i Farman 234 (M. Arnoux, 10 pkt). Jako jedyny punktów nie uzyskał za swój wynik Szwajcar P. Strauman (Comte AC-12E – 91,9 km/h).

### Próby krótkiego startu i lądowania

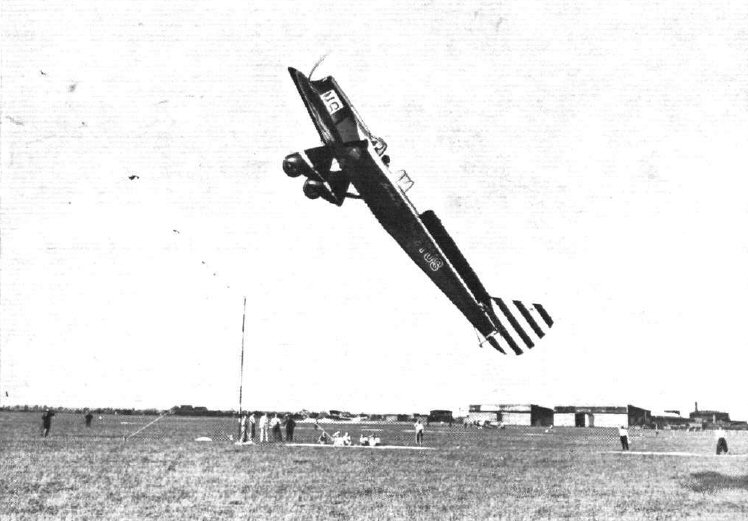
Breda Ba-33 Francesco Lombardiego podczas spektakularnego startu na bramkę (słabo widoczną po lewej)

Następnie prowadzone były próby krótkiego startu, przeprowadzane w grupach i trwające kilka dni, do 17 sierpnia. Konkurencja ta polegała na tym, że startując z wybranego miejsca, należało przelecieć samolotem nad 8-metrowej wysokości bramką połączoną linką z chorągiewkami. Maksymalny wynik 40 punktów przyznawano za odległość 100 m lub mniejszą, wyniki malały o jeden punkt za każde dalsze 5 m, do odległości ponad 295 m, za którą nie było już punktów. Z uwagi na bezwietrzną pogodę zrezygnowano ze stosowania przeliczników kompensujących wpływ wiatru. Była to bardzo widowiskowa konkurencja, z powodu prawie akrobatycznych wzlotów nad linką najlepszych zawodników.
Po 40 punktów za krótki start uzyskali najpierw dwaj Włosi Colombo i Lombardi, odległościami 100 m i 97,5 m, a 17 sierpnia ich wynik poprawił Niemiec Wolf Hirth na samolocie Kl 32 XII, startując z 91,5 m. Reinhold Poss (Kl 32 V) prawdopodobnie źle wyznaczył odległość, gdyż zdobył 39 punktów, startując ze 100,3 m (jedynie 30 cm dzieliło go od maksymalnego wyniku). Najlepsze były w tej konkurencji Bredy 33 i Klemmy 32 – oprócz wymienionych pilotów, także pozostali startowali z odległości do 115 metrów, uzyskując po 37–39 punktów, a jedynie Winifred Spooner uzyskała słabszy rezultat, dający jej 35 punktów. Dobre rezultaty – po 37 punktów – osiągnęły także polskie RWD-6, przy tym  Karpiński, uzyskał wynik 111,5 m, a Żwirko – 115 m. Najlepszy z zawodników na Heinklach, Wolfgang Stein uzyskał 36 punktów (117,8 m), natomiast Fritz Morzik – 35 pkt (124,8 m), a pozostali z nich po 30-32 punkty. Polskie PZL-19 Giedgowda i Bajana uzyskały natomiast po 34 punkty (129–130 m). Słabo w tej próbie poradziły sobie samoloty czeskie (27–30 punktów) i francuskie (do 28 punktów), z wyjątkiem Raymonda Delmotte – 34 pkt (C.278). Najgorszy wynik uzyskał André Nicolle na samolocie Mauboussin M.12 – 282 m, dający mu 3 punkty. Bolesław Orliński (PZL-19) i Dietrich von Massenbach (He 64c) nie zyskali jednak żadnych punktów, dwukrotnie zrywając linkę. Punktów nie uzyskało za tę próbę jeszcze czterech innych zawodników. O postępie technicznym w konstrukcji samolotów świadczył fakt, że w poprzednich zawodach najlepszy wynik wynosił 125,5 m.
Po próbach krótkiego startu, prowadzone były próby krótkiego lądowania znad bramki, będące ich odwrotnością i na takich samych zasadach punktowane. Po przelocie nad 8-metrową bramką należało wylądować i zatrzymać samolot jak najbliżej bramki. W przypadku niektórych zawodników chęć osiągnięcia dobrego wyniku, wiążąca się z twardymi lądowaniami tuż za bramką, prowadziła do uszkodzeń i pęknięć podwozia lub innych elementów konstrukcji samolotów, lecz dopuszczalna była ich naprawa w regulaminowym czasie. Najlepsza okazała się tym razem Winifred Spooner z wynikiem 92,4 m, a oprócz niej maksymalne 40 punktów uzyskał Reinhold Poss (97,8 m). Po 39 punktów uzyskali zawodnicy spoza czołówki – Włoch G. Viazzo i Francuz G. Détré na Potezie 43. Piąty wynik (105,8 m) i 38 punktów uzyskał F. Żwirko, lecz rezultaty pozostałych Polaków w tej próbie były znacznie gorsze (od 22 do 29 punktów). Z innych faworytów, A. Colombo uzyskał 38 punktów, W. Hirth 37 pkt, F. Lombardi i F. Morzik po 34 pkt. Najsłabsze rezultaty uzyskali Walter Marienfeld (Darmstadt D-22a) – 259,6 m i 8 pkt, Czech Karel Mareš (BH.111) – 9 pkt i Maurice Arnoux (Farman 234) – 10 pkt. Ze startujących zawodników punktów nie otrzymał tylko Antonius Raab, który dwa razy zerwał linkę. Warto zauważyć, że w poprzednich zawodach najlepszy wynik wynosił 127,3 m.

### Próby składania skrzydeł i rozruchu silnika

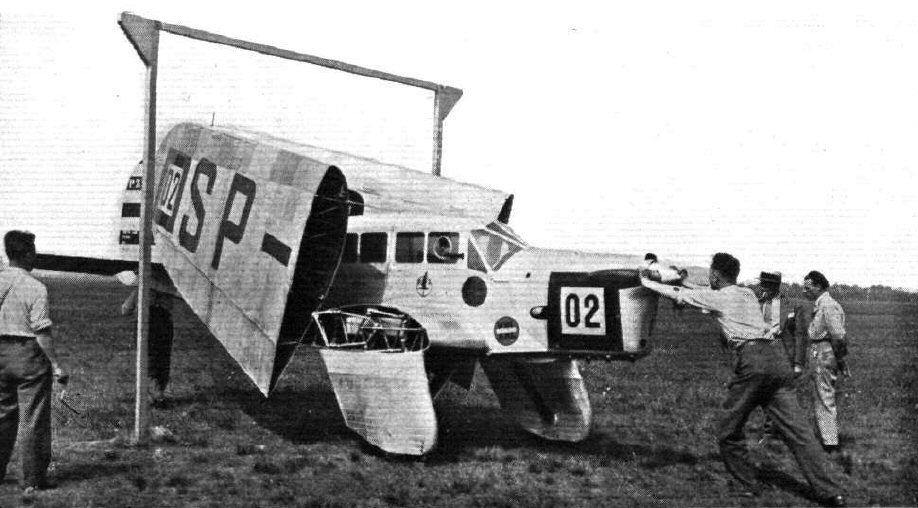
PZL.19 Ignacego Giedgowda w trakcie próby składania skrzydeł

W międzyczasie prowadzona była próba składania i rozkładania skrzydeł, mająca na celu premiowanie samolotów zajmujących mniejszą powierzchnię do hangarowania lub nadających się do holowania przez samochód bez daleko idącego demontażu. Wymagała ona odpowiedniej konstrukcji samolotu, a także sprawności obu członków załogi. Po złożeniu skrzydeł samolot musiał być przeciągnięty przez bramkę 3,5 × 3,5 metra, po czym rozłożony. Za złożenie i rozłożenie skrzydeł w czasie poniżej 1 minuty zawodnik otrzymywał 7 punktów, w czasie do 3 minut – 6 punktów, do 4 minut – 5 punktów. Za niewykonanie próby w czasie 30 minut lub brak składanych skrzydeł było z kolei naliczane 15 punktów karnych. Sposób składania skrzydeł nie był tym razem przedmiotem oceny. Próba ta nie przyniosła dużych zmian w czołówce, gdyż pięciu Niemców: W. Stein, R. Lusser, H. Seidemann, W. Hirth i R. Poss otrzymało po 7 punktów za czasy 50–58 sekund, a 21 innych zawodników tylko o punkt mniej, w tym F. Morzik, O. Cuno, R. Fretz, G. Pasewaldt, A. Colombo, R. Delmotte, wszyscy Polacy i Czesi na BH-111. Walter Marienfeld na dwupłacie Darmstadt D-22 za czas 241 sekund otrzymał tylko 2 punkty. Dziewięć załóg jednak, startujących na gorzej przystosowanych do zawodów samolotach, otrzymało po 15 punktów karnych w związku z brakiem składanych skrzydeł (samoloty: Monocoupe 110, Comte AC-12E, Farman 234 i 350, Potez 43, Mauboussin M.12, RK-25/32).
Tego samego dnia prowadzona była próba szybkości rozruchu silnika. Za rozruch w czasie do 15 sekund przyznawano 2 punkty, a do 45 sekund – 1 punkt. Do 4 punktów można było ponadto uzyskać za sposób rozruchu (m.in. 4 punkty – rozrusznik elektryczny, 3 punkty – rozrusznik mechaniczny z wewnątrz samolotu, 2 punkty – rozrusznik mechaniczny na zewnątrz samolotu). Również ta próba nie przyniosła dużych zmian. Maksimum 6 punktów otrzymało 7 zawodników, z tego dwóch Niemców na Klemmach z silnikami gwiazdowymi Siemens (O. Cuno i G. Pasewaldt) oraz 5 spoza czołówki: R. Delmotte (Caudron C.278), A. Papana (Monocoupe 110), H. Massot (Guerchais T.9), G. Détré i P. Duroyon (obaj Potez 43). Po 5 punktów natomiast uzyskało 23 zawodników, w tym: Morzik, Żwirko, Fretz, Stein, Karpiński, Bajan, Colombo i  Lombardi. Z pozostałych faworytów, Poss i Hirth otrzymali po 4 punkty, a Winifred Spooner – 3 punkty).
Po tych konkurencjach technicznych w klasyfikacji ogólnej dominowali Polacy na RWD-6 i ekipa włoska. Prowadzili ex aequo Franciszek Żwirko i Ambrogio Colombo z wynikiem 222 pkt, a dalsze miejsca ex aequo z 217 punktami zajmowali Włosi Francesco Lombardi i Renato Donati oraz Winifred Spooner. Trzeci wynik z 213 punktami mieli Karpiński i Stoppani. Najlepsi z Niemców, Poss i Hirth na Klemmach, zajmowali dalsze miejsca, mając 204 i 203 punkty.
Jeszcze na początku prób technicznych wycofał się z zawodów Kanadyjczyk John Carberry startujący na Klemmie 32 (według Flight, „bez widocznego powodu”), mimo że w poprzednich dwóch zawodach zajął 3. i 6. miejsce, a obecnie miał 72 punkty za wyposażenie i 32 za próbę prędkości minimalnej. Wycofał się również Francuz Jacques Puget (Farman F.234), plasujący się po ocenie technicznej i odjęciu 15 punktów za stałe skrzydła na jednym z końcowych miejsc.

### Próba zużycia paliwa
Po zakończeniu pierwszej serii prób i dniu odpoczynku, w piątek 19 sierpnia odbyła się próba zużycia paliwa, prowadzona na trójkątnej trasie długości 300 km o wierzchołkach: Staaken – Frankfurt nad Odrą – Doberlug. Za zużycie 8 kg/100 km lub mniejsze przyznawano 30 punktów, za zużycie gorsze o 0,5 kg przyznawano o 1 punkt mniej. Niedopuszczalna była specjalna regulacja gaźników ani silników, a w celu uniknięcia lotu ze zbyt niską prędkością, prędkość lotu brano pod uwagę przy obliczaniu prędkości średniej z lotu okrężnego. Najlepsze wyniki osiągnęły w tej próbie niemieckie samoloty, lecz nie poprawiły mimo tego znacząco swoich miejsc w klasyfikacji, będąc nadal za ekipą włoską. Maksymalny wynik 30 punktów uzyskało 9 pilotów, z tego 8 Niemców (m.in. Poss, Morzik, Stein) i Francuz George Lebeau na Farmanie 350. Najlepszy był Niemiec Otto Cuno, spalając 6,75 kg paliwa na 100 km. Włoscy piloci Colombo, Lombardi i Winifred Spooner oraz polscy piloci uzyskali po 25 punktów, jedynie  Żwirko zdobył tylko 23 punkty i utracił prowadzenie.
W sobotę 20 sierpnia ogłoszono wyniki prób technicznych. Prowadził Ambrogio Colombo (247 pkt), za nim Franciszek Żwirko (245 pkt), następnie pozostali Włosi i T. Karpiński na 6. miejscu. Najlepszy z Niemców, Reinhold Poss był na 9. miejscu (234 pkt), Wolf Hirth – na 11. (230 pkt), a zwycięzca poprzednich zawodów Fritz Morzik – na 13., z 224 punktami. Niskie pozycje niemieckich zawodników były przede wszystkim konsekwencją słabszej oceny technicznej ich maszyn.
| Wyniki prób technicznych: | Wyniki prób technicznych: | Wyniki prób technicznych: | Wyniki prób technicznych: | Wyniki prób technicznych: | Wyniki prób technicznych: | Wyniki prób technicznych: | Wyniki prób technicznych: | Wyniki prób technicznych: | Wyniki prób technicznych:    | Wyniki prób technicznych: | Wyniki prób technicznych: |
| ------------------------- | ------------------------- | ------------------------- | ------------------------- | ------------------------- | ------------------------- | ------------------------- | ------------------------- | ------------------------- | ---------------------------- | ------------------------- | ------------------------- |
|                           | Pilot                     | Państwo                   | Samolot                   | Numer                     | ocena tech.               | prędkość min.             | start                     | lądowanie                 | składanie skrzydeł + rozruch | zużycie paliwa            | = suma                    |
| 1.                        | Ambrogio Colombo          |                           | Breda 33                  | M1                        | 83                        | 50                        | 40                        | 38                        | 6 + 5                        | 25                        | 247                       |
| 2.                        | Franciszek Żwirko         |                           | RWD-6                     | O6                        | 86                        | 50                        | 37                        | 38                        | 6 + 5                        | 23                        | 245                       |
| 3.                        | Francesco Lombardi        |                           | Breda 33                  | M6                        | 83                        | 50                        | 40                        | 34                        | 5 + 5                        | 25                        | 242                       |
| 4-5.                      | Winifred Spooner          | /                         | Breda 33                  | M7                        | 83                        | 50                        | 35                        | 40                        | 5 + 3                        | 25                        | 241                       |
| 4-5.                      | Renato Donati             |                           | Breda 33                  | M4                        | 83                        | 48                        | 38                        | 37                        | 6 + 3                        | 26                        | 241                       |
| 6-7.                      | Mario Stoppani            |                           | Breda 33                  | M5                        | 83                        | 48                        | 37                        | 34                        | 6 + 5                        | 25                        | 238                       |
| 6-7.                      | Tadeusz Karpiński         |                           | RWD-6                     | O4                        | 86                        | 50                        | 37                        | 29                        | 6 + 5                        | 25                        | 238                       |
| 8.                        | Vittorio Suster           |                           | Breda 33                  | M2                        | 83                        | 48                        | 38                        | 32                        | 5 + 5                        | 24                        | 235                       |
| 9.                        | Reinhold Poss             |                           | Klemm Kl 32 V             | B9                        | 72                        | 42                        | 39                        | 40                        | 7 + 4                        | 30                        | 234                       |
| 10.                       | Robert Fretz              | Szwajcaria                | Klemm Kl 32 X             | S2                        | 72                        | 44                        | 39                        | 38                        | 6 + 5                        | 27                        | 231                       |
| 11.                       | Wolf Hirth                |                           | Klemm Kl 32 XII           | E1                        | 71                        | 44                        | 40                        | 37                        | 7 + 4                        | 27                        | 230                       |
| 12.                       | Werner Junck              |                           | Heinkel He 64c            | E2                        | 66                        | 50                        | 32                        | 36                        | 6 + 5                        | 30                        | 225                       |
| 13-14.                    | Fritz Morzik              |                           | Heinkel He 64c            | C6                        | 66                        | 48                        | 35                        | 34                        | 6 + 5                        | 30                        | 224                       |
| 13-14.                    | Otto Cuno                 |                           | Klemm Kl 32 XIV           | C2                        | 71                        | 42                        | 38                        | 31                        | 6 + 6                        | 30                        | 224                       |
| 15.                       | Jerzy Bajan               |                           | PZL.19                    | O3                        | 84                        | 40                        | 34                        | 29                        | 6 + 5                        | 25                        | 223                       |
| 16.                       | Wolfgang Stein            |                           | Heinkel He 64c            | A8                        | 66                        | 44                        | 36                        | 33                        | 7 + 5                        | 30                        | 221                       |
| 17.                       | Pierro de Angeli          |                           | Breda 33                  | M3                        | 83                        | 46                        | 37                        | 19                        | 6 + 5                        | 24                        | 235                       |
| 18-20.                    | Georg Pasewaldt           |                           | Klemm Kl 32 XIV           | C4                        | 71                        | 40                        | 38                        | 31                        | 6 + 6                        | 27                        | 219                       |
| 18-20.                    | Robert Lusser             |                           | Klemm Kl 32 V             | B6                        | 72                        | 40                        | 38                        | 28                        | 7 + 5                        | 29                        | 219                       |
| 18-20.                    | Theo Osterkamp            |                           | Klemm Kl 32 V             | B7                        | 72                        | 38                        | 38                        | 30                        | 6 + 5                        | 30                        | 219                       |
| 21.                       | G. Viazzo                 |                           | Breda 33                  | M8                        | 83                        | 22                        | 38                        | 39                        | 5 + 4                        | 25                        | 216                       |
| 22.                       | Hans Seidemann            |                           | Heinkel He 64b            | A9                        | 66                        | 50                        | 30                        | 28                        | 7 + 4                        | 29                        | 214                       |
| 23.                       | H. von Cramon             |                           | Heinkel He 64c            | B1                        | 66                        | 44                        | 32                        | 31                        | 6 + 4                        | 29                        | 212                       |
| 24.                       | Ignacy Giedgowd           |                           | PZL.19                    | O2                        | 84                        | 24                        | 34                        | 22                        | 6 + 3                        | 25                        | 198                       |
| 25.                       | František Klepš           | Czechosłowacja            | Praga BH-111              | T4                        | 80                        | 22                        | 28                        | 28                        | 6 + 5                        | 27                        | 196                       |
| 26-27.                    | Raymond Delmotte          |                           | Caudron C.278             | K4                        | 44                        | 48                        | 34                        | 28                        | 6 + 6                        | 26                        | 192                       |
| 26-27.                    | Josef Kalla               | Czechosłowacja            | Praga BH-111              | T2                        | 80                        | 22                        | 27                        | 24                        | 6 + 5                        | 28                        | 192                       |
| 28-29.                    | Dietrich v. Massenbach    |                           | Heinkel He 64c            | A6                        | 66                        | 48                        | 0                         | 30                        | 6 + 3                        | 30                        | 183                       |
| 28-29.                    | Karel Mareš               | Czechosłowacja            | Praga BH-111              | T3                        | 80                        | 24                        | 30                        | 9                         | 6 + 5                        | 29                        | 183                       |
| 30.                       | Georges Détré             |                           | Potez 43                  | K2                        | 66                        | 38                        | 26                        | 39                        | -15 + 6                      | 18                        | 178                       |
| 31-32.                    | Pierre Duroyon            |                           | Potez 43                  | K3                        | 66                        | 32                        | 28                        | 35                        | -15 + 6                      | 19                        | 171                       |
| 31-32.                    | Bolesław Orliński         |                           | PZL.19                    | O1                        | 84                        | 30                        | 0                         | 22                        | 6 + 4                        | 25                        | 171                       |
| 33.                       | Alexandru Papana          | /                         | Monocoupe 110             | C7                        | 58                        | 14                        | 32                        | 28                        | -15 + 6                      | 27                        | 150                       |
| 34.                       | Henri Massot              | Francja                   | Guerchais T.9             | K1                        | 69                        | 16                        | 21                        | 15                        | 0 + 6                        | 20                        | 147                       |
| 35.                       | Walter Marienfeld         |                           | Darmstadt D-22a           | B8                        | 54                        | 12                        | 34                        | 8                         | 2 + 5                        | 30                        | 145                       |
| 36.                       | Jan Anderle               | Czechosłowacja            | Breda Ba-15S              | T1                        | 53                        | 18                        | 30                        | 12                        | 5 + 5                        | 20                        | 143                       |
| 37.                       | Peter Straumann           | Szwajcaria                | Comte AC-12E              | S1                        | 60                        | 0                         | 26                        | 23                        | -15 + 5                      | 28                        | 127                       |
| 38.                       | André Nicolle             |                           | Mauboussin M.12           | K6                        | 44                        | 32                        | 3                         | 18                        | -15 + 4                      | 25                        | 111                       |
| 39.                       | Maurice Arnoux            |                           | Farman F.234              | K5                        | 46                        | 10                        | 13                        | 10                        | -15 + 0                      | 25                        | 89                        |
| 40.                       | George Lebeau             |                           | Farman F.350              | K7                        | 46                        | 0                         | 0                         | 12                        | -15 + 5                      | 30                        | 78                        |
| 41.                       | Antonius Raab             |                           | Raka RK-25/32             | C8                        | 45                        | 0                         | 0                         | 0                         | -15 + 5                      | 21                        | 56                        |

Przed następnym etapem jednak, zajmująca wysoką 4. pozycję Winifred Spooner musiała lądować przymusowo pod Berlinem podczas przelotu z lotniska Staaken na Tempelhof, na skutek zanieczyszczenia paliwa. Podejrzewano celowy sabotaż, w następstwie czego angielska pilotka zrezygnowała z dalszego uczestnictwa w zawodach. Ponadto zdyskwalifikowany został francuski pilot Henri Massot na kabinowym dolnopłacie Guerchais T.9, ponieważ wykonywał próby techniczne bez regulaminowego balastu (Aeroklub Francji zdyskwalifikował go następnie na trzy lata)„Skrzydlata Polska” nr 9/1932 ↓, s. 189. Wobec tego w locie okrężnym wzięło udział tylko 39 samolotów.

## Lot okrężny

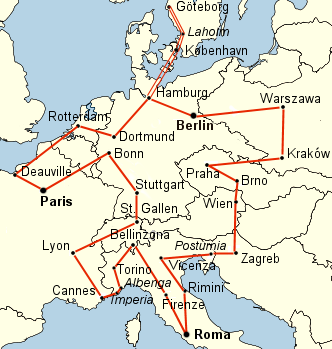

Drugim etapem zawodów był lot okrężny o długości 7363,2 km, na trasie: Berlin – Warszawa – Kraków – Praga – Brno – Wiedeń – Zagrzeb – Postumia (punkt kontrolny, obecnie Postojna) – Vicenza – Rimini – Rzym – Florencja – Bellinzona – Turyn – Albenga (punkt kontrolny) – Imperia (punkt kontrolny) – Cannes – Lyon – St. Gallen – Stuttgart – Bonn – Paryż – Deauville – Rotterdam – Dortmund – Hamburg – Kopenhaga – Laholm (punkt kontrolny) – Göteborg – Laholm (punkt kontrolny) – Kopenhaga – Hamburg – Berlin. Najdłuższym etapem był pierwszy Berlin – Warszawa (518 km), najkrótszym Brno – Wiedeń (106,4 km). Nad punktami kontrolnymi zawodnicy mieli tylko zrzucać meldunki. W odróżnieniu od poprzednich zawodów, w których zawodnicy byli bardzo rozciągnięci na trasie, lot był podzielony na trzy duże etapy, które należało pokonać w wyznaczonym czasie: Berlin – Rzym 21–22 sierpnia (2497,4 km), Rzym – Paryż 23–24 sierpnia (2464 km), gdzie przewidziano 25 sierpnia jako dzień odpoczynku, i Paryż – Berlin 26–27 sierpnia (2401,2 km). Około 2/3 trasy przebiegało nad górami.
Zawodnicy musieli spędzać noce tylko na lotniskach etapowych – z 40 punktów za regularność odejmowano 15 za pierwszą noc poza lotniskiem etapowym, 25 za drugą, a za trzecią zawodnik był dyskwalifikowany. Przy tym, na lotnisku etapowym należało wylądować przed godziną jego zamknięcia, o 20. Minimalna prędkość średnia na trasie, poniżej której zawodnik miał być zdyskwalifikowany, wynosiła 125 km/h dla kategorii I i 100 km/h dla kategorii II (w poprzednich zawodach było to 80 i 60 km/h). W kategorii I za prędkość średnią 125–130 km/h nie przyznawano punktów, a za każdy kilometr na godzinę powyżej 130 km/h do 180 km/h przyznawano 3 punkty. Ponieważ taka prędkość przelotowa była uznana za wystarczająco dobrą, a organizatorzy chcieli uniknąć typowego wyścigu, wyższa prędkość średnia była nagradzana mniejszą liczbą punktów: 2 punkty za kilometr na godzinę pomiędzy 181 a 190 km/h i 1 punkt – pomiędzy 191 a 200 km/h. Maksymalna liczba punktów za prędkość średnią wynosiła więc 180, a prędkość ponad 200 km/h nie była dodatkowo punktowana. Dla kategorii II, do której należał tylko jeden samolot (Mauboussin M.12), przedziały prędkości były odpowiednio niższe (maksymalnie 175 km/h). Dopuszczalne były pewne naprawy samolotów, lecz zostały one ograniczone do minimum i musiały być dokonywane pod nadzorem Komisji Sportowej.

### I etap Berlin – Rzym
Lot okrężny rozpoczął się startem w niedzielę 21 sierpnia między 7 a 7.40 rano, z lotniska Tempelhof w Berlinie. Samoloty startowały w grupach po pięć w wylosowanej kolejności, podczas dobrej, słonecznej pogody. Mimo przyjętych zasad punktacji za prędkość, lot od początku stał się praktycznie wyścigiem pilotów niemieckich z dalszych pozycji listy, pozbawionych i tak realnych szans na zwycięstwo w zawodach, z pilotami włoskimi, usiłującymi dotrzeć jako pierwsi do Rzymu („wyścigowy” lot wiązał się z większym ryzykiem awarii silnika lub braku dotarcia na ostatnie lotnisko tego dnia przed jego zamknięciem). Polscy piloci, mający wolniejsze samoloty, wybrali taktykę uzyskania dobrze punktowanej prędkości przelotowej przy oszczędzaniu silników, podobnie lecieli też zawodnicy niemieccy z wyższych miejsc klasyfikacji, jak Reinhold Poss, Wolf Hirth i Fritz Morzik. Oprócz Hansa Seidemanna i Dietricha von Massenbacha, lecących na najszybszych samolotach He 64, w czołówce rajdu byli też Robert Lusser (Kl 32) oraz Walter Marienfeld, lecący szybkim wolnonośnym dwupłatem D-22a konstrukcji Akademickiego Klubu Lotniczego – Akaflieg Politechniki w Darmstadt, który wcześniej kiepsko sobie radził podczas prób technicznych.
W pierwszej grupie startującej z Berlina był Colombo, lecz na trasie jeszcze przed Warszawą wyprzedził go Marienfeld, który utrzymał prowadzenie tylko do Brna. Przed Vicenzą jednak Colombo został ponownie wyprzedzony przez Marienfelda, a następnie także Heinkle Seidemanna i von Massenbacha. Pierwszego dnia większość zawodników osiągnęła Wiedeń lub Zagrzeb, natomiast Colombo i czterech najszybszych Niemców (wraz z R. Lusserem) pokonali prawie cały duży etap, dolatując do Vicenzy (według innych źródeł, nawet do Rimini). Żwirko i Karpiński nocowali w Wiedniu.
Już na początku pierwszego dnia odpadł niemiecki pilot H. von Cramon na He 64c, na skutek awarii systemu smarowania. Mimo awaryjnego lądowania i próby usunięcia usterki na lotnisku Ławica w Poznaniu, w drodze do Krakowa doszło do pęknięcia wału korbowego i przymusowego lądowania pod Katowicami. Również Włoch Renato Donati miał problemy z iskrownikiem, przez co spędził 9 godzin po awaryjnym lądowaniu w Poznaniu, a w końcu w Pradze wycofał się z zawodów. Z kolei Szwajcar Peter Straumann, lecący kabinowym górnopłatem konstrukcji szwajcarskiej Comte AC-12E, zaobserwował pod Wiedniem silne drgania skrzydeł. Jego mechanik wyskoczył ze spadochronem, a Straumann zaryzykował doprowadzenie samolotu do Wiednia, lecz zmuszony był wycofać się z zawodów. Z innych incydentów, Ignacy Giedgowd stracił sporo czasu z powodu przymusowego lądowania pod Zagrzebiem na skutek zatkania przewodu paliwa, lecz kontynuował lot. Fritz Morzik uszkodził z kolei podwozie na lotnisku w Brnie, ale zdołał usunąć uszkodzenie.
22 sierpnia zawodnicy osiągnęli Rzym. Mimo starań Colombo, żeby być pierwszym w Rzymie, wyprzedził go o 10 minut Seidemann, przylatując o 7.54, a o minutę – Marienfeld (o 8.03). Za nimi w pierwszej grupie przylecieli jeszcze von Massenbach i Lusser. Tego dnia odpadło jednak kilka dalszych załóg, więc tylko 33 doleciały do Rzymu. Francuz George Lebeau na Farmanie F.350 na skutek awarii silnika Gipsy wodował przymusowo w rzece Piawie koło Vicenzy, ale wraz z mechanikiem zdołał dopłynąć do brzegu. Czech Karel Mareš uszkodził poważnie swój samolot BH-111, który „stanął na nosie” podczas przymusowego lądowania po awarii silnika koło Padwy, przed Rimini. Niemiec Antonius Raab również wycofał się po awarii silnika swojego samolotu Raab-Katzenstein między Rimini a Rzymem. Kolejny Czech Josef Kalla stracił sporo czasu na skutek przymusowego lądowania po awarii silnika i konieczności powrotu do Vicenzy, lecz po naprawie kontynuował lot.

### II etap Rzym – Paryż
23 sierpnia od 6 rano z rzymskiego lotniska Littorio wystartowały do kolejnego dużego etapu 33 samoloty (jako pierwsi, B. Orliński, D. von Massenbach i A. Nicolle). Mimo walorów krajobrazowych, etap ten był najtrudniejszy z powodu przelotów nad górami, przede wszystkim 404-kilometrowego odcinka nad Alpami między Lyonem a St. Gallen. W dodatku pogoda tego dnia była gorsza i już za Florencją załogi wleciały w mgłę. Tego dnia doszło do dwóch wypadków włoskich samolotów Breda 33. Nad punktem kontrolnym w Albendze złamało się skrzydło w samolocie Vittorio Sustera. Pilot zdołał wylądować na spadochronie, lecz mechanik Muratori, którego spadochron zaczepił o samolot, zginął. Z kolei w samolocie Pierro de Angeli skrzydła zaczęły drgać przed lotniskiem w Cannes, po czym złamały się już po wylądowaniu. Jak się okazało przyczyną była słaba konstrukcja skrzydeł tych samolotów. Pozostali włoscy zawodnicy dolecieli tego dnia do Lyonu, lecz następnego dnia, w trosce o bezpieczeństwo zawodników, włoska ekipa została wycofana z dalszych zawodów przez ministra lotnictwa Italo Balbo. Colombo, który zajmował po próbach technicznych pierwsze miejsce, miał realne szanse na zwycięstwo w zawodach z uwagi na większą prędkość Bred od polskich samolotów; bardzo dobre miejsca zajmowali też po próbach Lombardi i Stoppani. Tego dnia odpadł także Rumun Alexandru Papană, dwukrotnie lądując przymusowo swoim samolotem Monocoupe 110 na skutek awarii silnika za Florencją i rozbijając samolot za drugim razem.
Z zawodników w czołówce rajdu, Hans Seidemann jako jedyny doleciał jeszcze 23 sierpnia z Rzymu do Paryża, z prędkością średnią 235 km/h, lądując tam o 19.50, na 10 minut przed zamknięciem lotniska Orly. Von Massenbach osiągnął z kolei Bonn, a ośmiu innych zawodników doleciało do Stuttgartu. Bolesław Orliński na skutek urwania się dźwigni gazu musiał lądować na plaży przed Cannes, lecz po naprawie, kontynuował lot. Z powodu trudnych warunków atmosferycznych nad Alpami, polscy zawodnicy nocowali tego dnia w Lyonie, z wyjątkiem Giedgowda, który zdołał dolecieć do Sankt Galen w Szwajcarii.
Następnego dnia, 24 sierpnia pogoda nad Alpami jeszcze pogorszyła się, na trasie była mgła i burza, więc Żwirko i Karpiński startujący z Lyonu, musieli lecieć nisko i nadkładać drogi. Bajan uzyskał nieco lepszy czas od nich, przebijając się przez złą pogodę. Na dalszej trasie panowała jednak już dobra pogoda, umożliwiająca nadrobienie straconego czasu. Żwirko miał na tym etapie od Rzymu problemy z silnikiem, w którym działał tylko jeden z dwóch iskrowników, lecz zdołał dotrzeć do Paryża, w którym zepsuty iskrownik został wymieniony (dostarczony z fabryki samolotem). Bolesław Orliński podejmował próby lotu przez Alpy, lecz dwukrotnie musiał zawrócić do Lyonu, a w końcu wycofał się na skutek przemęczenia i choroby. Do Paryża doleciało na skutek tego tylko 25 załóg.

### III etap Paryż – Berlin
Po dniu odpoczynku, 26 sierpnia rozpoczął się ostatni duży etap lotu z Paryża, który obejmował m.in. lot nad morzem przez Kopenhagę do Szwecji i z powrotem. Jeszcze tego samego dnia metę w Berlinie osiągnęli najszybsi Niemcy: Hans Seidemann (o 18.36), Walter Marienfeld (o 19.19) i Dietrich von Massenbach (o 19.33). Niektórzy inni zawodnicy po powrocie ze Szwecji dotarli powtórnie do Hamburga. Żwirko, Karpiński i Giedgowd dotarli tego dnia z powrotem do Kopenhagi, podobnie jak Poss, który jednak zbłądził nieco na trasie do Dortmundu, uzyskując gorszy czas. Na etapie tym nikt już nie odpadł, aczkolwiek zawodnicy czescy Kalla i Klepš mieli problemy z samolotami.
27 sierpnia lotnisko Staaken w Berlinie osiągnęli pozostali zawodnicy, przylatujący grupami z poszczególnych lotnisk. Pierwszy tego dnia na mecie był Werner Junck o 7.14, a 9 minut za nim Theo Osterkamp. Między 9.03 a 9.54 przylecieli w kolejności: Wolf Hirth, Wolfgang Stein, Fritz Morzik, Georg Pasewaldt i Ignacy Giedgowd, jako pierwszy spoza zawodników niemieckich. O 11.27 i 11.31 nadlecieli Robert Lusser i Robert Fretz, o 12.11 – Maurice Arnoux (Farman F.234). Między 12.43 a 13.15 lot ukończyli, w kolejności: J. Bajan, J. Anderle, F. Żwirko (o 13.00), T. Karpiński, R. Delmotte (Caudron C.278), P. Duroyon (Potez 43). Między 15.09 a 16.04 wylądowała ostatnia grupa, w kolejności: Reinhold Poss, Otto Cuno, Josef Kalla (BH-111), Georges Détré (Potez 43), František Klepš (BH-111). Jako ostatni lot okrężny ukończył o 18.24 André Nicolle na najmniejszym samolocie Mauboussin M.12.
Najszybszym na całej trasie zawodnikiem był Niemiec Hans Seidemann, z prędkością przelotową 213 km/h, za nim byli Wolfgang Stein, Dietrich von Massenbach, Walter Marienfeld, Wolf Hirth i Fritz Morzik. Tylko tych 6 zawodników uzyskało maksimum 220 punktów za prędkość i regularność, przy tym Morzik osiągnął dokładnie 200 km/h. Niewiele wolniejszy był Reinhold Poss, uzyskując 217 punktów za prędkość 197 km/h. Najlepszy z Polaków Żwirko uzyskał dobry wynik 211 punktów (prędkość 191 km/h). Tylko jeden zawodnik, Czech František Klepš (BH-111) otrzymał obniżoną liczbę punktów za regularność, z uwagi na awarię silnika i spędzenie nocy poza lotniskiem etapowym między Kopenhagą a Göteborgiem, co kosztowało go także utratę dobrej prędkości średniej. Pozostali zawodnicy zachowali po 40 punktów za regularność. Za prędkość średnią nie otrzymali punktów tylko Klepš i Nicolle (Mauboussin M.12), zaś Pierre Duroyon (Potez 43) otrzymał tylko 3 punkty (za 131 km/h). Jedną załogę francuską (Georges Détré na Potezie 43) zdyskwalifikowano za zbyt niską prędkość przelotową 124,2 km/h.
Po próbach technicznych i locie okrężnym, w klasyfikacji generalnej prowadził F. Żwirko z sumą 456 pkt, za nim byli Reinhold Poss (451 pkt), Wolf Hirth (450 pkt) i Szwajcar Robert Fretz (448 pkt – wszyscy na Klemmach Kl 32). Nieco więcej punktów do lidera tracili zawodnicy F. Morzik (444 pkt) i W. Stein (441 pkt) na Heinklach He 64, które miały jednak największe szanse w następującej próbie prędkości maksymalnej. Na 6. miejscu w klasyfikacji znajdował się O. Cuno (Kl 32, 442 pkt), na 8. – T. Karpiński (RWD-6, 438 pkt), a na 11. Jerzy Bajan (429 pkt). Różnice punktów w czołówce były na tyle niewielkie, że o zmianie zwycięzcy mogła zdecydować próba prędkości maksymalnej. Wprawdzie przy założeniu wykorzystania wszystkich możliwości samolotu przez Żwirkę i rozwinięcia prędkości 215 km/h, żaden z konkurentów nie powinien odebrać mu prowadzenia, biorąc pod uwagę możliwości ich samolotów, lecz istniała możliwość zajścia nieprzewidzianych sytuacji.

## Próba prędkości maksymalnej
Ostatnim etapem zawodów była próba prędkości maksymalnej, również będąca nowością w zawodach Challenge, odbywająca się w niedzielę 28 sierpnia. Przeprowadzona była w postaci wyścigu lotniczego na trasie o długości 300 km, o kształcie trójkąta o wierzchołkach Berlin – Frankfurt nad Odrą – Doberlug, na której odbywała się wcześniej próba zużycia paliwa. Start miał miejsce z lotniska Staaken, po czym samoloty przelatywały nad lotniskiem Tempelhof i kierowały się nad Frankfurt. Meta znajdowała się na lotnisku Tempelhof, gdzie zgromadzona była też publiczność. W tej próbie przyznawano 1 punkt za 3 km/h ponad 200 km/h, przy czym analiza wyników wskazuje, że nadwyżkę nad 200 km/h dzielono przez 3 i odpowiednio zaokrąglano w górę lub dół. Do próby wystartowało jedynie 19 samolotów, ponieważ cztery pozostające w zawodach załogi francuskie i Czech F. Klepš, zajmujący końcowe pozycje, bez szansy na ich poprawę, zrezygnowali z próby prędkości.
Samoloty startowały w tej próbie w kolejności wynikającej z dotychczasowej klasyfikacji, przy czym dalsze samoloty startowały z odpowiednio wyliczonym opóźnieniem w stosunku do lidera, tak, by na skutek przyznanych za tę próbę punktów, pierwszy samolot na mecie był zwycięzcą zawodów. Gdyby samolot z dalszej pozycji prześcignął lidera, oznaczałoby to, że osiągnął na trasie prędkość dającą mu przewagę w punktacji generalnej. Żwirko wystartował jako pierwszy o godzinie 15.15, Poss 5 minut za nim, Hirth 6 minut, Fretz 8 minut i Morzik 11 minut za nim, o 15.26. Z dalszych zawodników, Bajan wystartował o 15.40, Karpiński o 15.41, Giedgowd o 15.44.

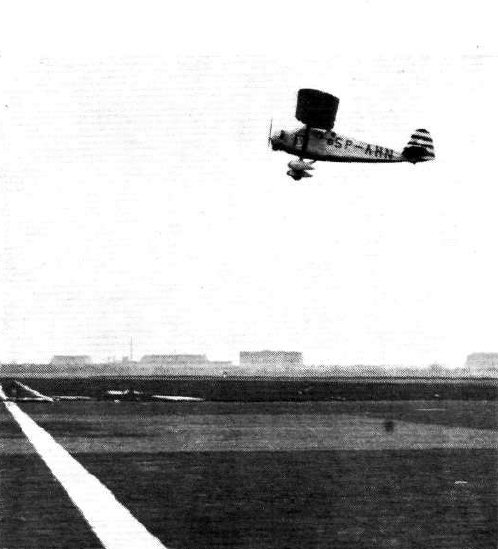
RWD-6 Żwirki finiszuje wyścig

Publiczność na lotnisku Tempelhof, której czas umilała orkiestra grająca marsze wojskowe, otrzymywała komunikaty z poszczególnych punktów kontrolnych. Poss nadrabiał stratę do lidera w wolnym tempie, lecz nad punktem kontrolnym Doberlug Hirth nadrobił około 3 minut straty, wyprzedzając Possa, a Morzik nadrobił około 6 minut. Umiejętności Żwirki i silnik jego samolotu jednak nie zawiodły i przekroczył on metę jako pierwszy o 16.42'01". Pomimo mniejszej prędkości rozwiniętej przez RWD-6, Niemcy nie zdołali go prześcignąć na takim dystansie, aczkolwiek Morzik minął metę 83 sekundy za RWD (o 16.43'24"). Poss ukończył wyścig 2 i pół minuty za RWD. Niewątpliwego pecha miał Wolf Hirth, który dzięki mocnemu silnikowi V8 konstrukcji swojego brata Helmuta Hirtha był jednym z możliwych pretendentów do zwycięstwa, lecz musiał przymusowo lądować 2 km przed metą na skutek pęknięcia przewodu paliwa. Ostatecznie Hirth ukończył wyścig, lecz osiągnięta prędkość średnia 136,6 km/h była zbyt niska i nie otrzymał punktów.
Najszybszy w tej próbie był Fritz Morzik – 241,3 km/h, który jako jedyny uzyskał 14 punktów. Kolejne cztery miejsca zajęli pozostali Niemcy na Heinklach z dalszych pozycji (W. Junck, H. Seidemann, W. Stein i D. von Massenbach), a szóste – W. Marienfeld na D-22a (230,7 km/h i 10 punktów). Najbliższy konkurent Żwirki, R. Poss na samolocie Klemm 32 zajął 7. miejsce (220,7 km/h i 7 pkt), natomiast inni piloci Klemmów nie przekroczyli wyniku 5 punktów. Najszybszy z Polaków był T. Karpiński na 8. miejscu (216,2 km/h i 5 pkt), a F. Żwirko zajął 13. miejsce z prędkością 214,1 km/h, również premiowane 5 punktami. Tyle samo punktów uzyskali m.in. I. Giedgowd (215,8 km/h) i Czech J. Kalla (214,3 km/h). Ostatni z zajmujących punktowane miejsca, T. Osterkamp (Kl 32) uzyskał 3 punkty za prędkość 210,4 km/h. Oprócz Hirtha, punktów nie uzyskał Czech J. Anderle (Breda 15S), z prędkością 177,8 km/h.
Na próbie prędkości skorzystali jedynie piloci Heinkli, najbardziej F. Morzik, który awansował z piątego na trzecie miejsce, oraz W. Stein, który awansował z ósmego na czwarte. Również H. Seidemann poprawił swoją pozycję o jedną – na ósme miejsce, spychając z niego T. Karpińskiego. Na skutek awarii, Wolf Hirth stracił co najmniej trzecie miejsce, jakie mógł uzyskać w zawodach i spadł na szóstą pozycję.

## Wyniki zawodów
Po próbie prędkości, 28 sierpnia nastąpiło zamknięcie zawodów. Zwycięstwo w zawodach Challenge 1932 odniosła polska załoga: pilot Franciszek Żwirko i mechanik Stanisław Wigura na samolocie RWD-6, z wynikiem 461 punktów. Zwycięstwo było nie tylko zasługą pilota, ale i polskich konstruktorów, który zaprojektowali samolot o wysokich walorach technicznych i dobrze zbalansowanych osiągach, w najlepszym stopniu dostosowanych do wymagań konkursu. Osiągnięcie to było tym większe, że w Polsce dopiero od kilku lat projektowano samoloty, zwłaszcza młody był zespół RWD. Należy podkreślić, że inż. Wigura był jednym z konstruktorów zwycięskiego samolotu. Zwycięstwo Żwirki zostało przyjęte w Polsce z entuzjazmem i uznawane jest za punkt zwrotny w historii polskiego lotnictwa sportowego, które zyskało uznanie na świecie. Warto zauważyć, że także brytyjska prasa lotnicza, przy braku własnej reprezentacji, świętowała sukces w zawodach brytyjskiego silnika, który w obu samolotach RWD wykazał się niezawodnością.
Drugie i trzecie miejsce zajęli Niemcy Reinhold Poss (Klemm Kl 32 V) i Fritz Morzik (Heinkel He 64c) z jednakowym wynikiem 458 pkt, przy czym drugie miejsce zajął według regulaminu Poss z uwagi na lepsze wyniki startów i lądowań. Dziewiąte miejsce zajął Tadeusz Karpiński na RWD-6 (443 pkt), 11. – Jerzy Bajan na PZL.19 (433 pkt), a 18. Ignacy Giedgowd (PZL.19, 345 pkt). Zawody ukończyły jedynie 24 załogi z 43 startujących, z tego 12 niemieckich, 4 polskie, 4 francuskie, 3 czechosłowackie i 1 szwajcarska.
| Wyniki zawodów: | Wyniki zawodów:         | Wyniki zawodów: | Wyniki zawodów: | Wyniki zawodów:     | Wyniki zawodów: | Wyniki zawodów:                                       | Wyniki zawodów:                                       | Wyniki zawodów:                                       | Wyniki zawodów: |
| --------------- | ----------------------- | --------------- | --------------- | ------------------- | --------------- | ----------------------------------------------------- | ----------------------------------------------------- | ----------------------------------------------------- | --------------- |
|                 | Pilot                   | Państwo         | Samolot         | Numer rejestracyjny | Numer startowy  | Punkty za: próby tech. + lot okrężny + prędkość maks. | Punkty za: próby tech. + lot okrężny + prędkość maks. | Punkty za: próby tech. + lot okrężny + prędkość maks. | = suma          |
|                 | Franciszek Żwirko       | Polska          | RWD-6           | SP-AHN              | O6              | 245                                                   | 211 (191 km/h)                                        | 5 (214,1 km/h)                                        | = 461           |
|                 | Reinhold Poss           | Niemcy          | Klemm Kl 32 V   | D-2261              | B9              | 234                                                   | 217 (197 km/h)                                        | 7 (220,7 km/h)                                        | = 458           |
|                 | Fritz Morzik            | Niemcy          | Heinkel He 64c  | D-2304              | C6              | 224                                                   | 220 (200 km/h)                                        | 14 (241,3 km/h)                                       | = 458           |
| 4.              | Wolfgang Stein          | Niemcy          | Heinkel He 64c  | D-2302              | A8              | 221                                                   | 220 (208 km/h)                                        | 12 (236,8 km/h)                                       | = 453           |
| 5.              | Robert Fretz            | Szwajcaria      | Klemm Kl 32 X   | CH-360              | S2              | 231                                                   | 217 (197 km/h)                                        | 4 (211,2 km/h)                                        | = 452           |
| 6.              | Wolf Hirth              | Niemcy          | Klemm Kl 32 XII | D-2328              | E1              | 230                                                   | 220 (203 km/h)                                        | 0 (136,6 km/h)                                        | = 450           |
| 7.              | Otto Cuno               | Niemcy          | Klemm Kl 32 XIV | D-2310              | C2              | 224                                                   | 218 (198 km/h)                                        | 5 (215,1 km/h)                                        | = 447           |
| 8.              | Hans Seidemann          | Niemcy          | Heinkel He 64b  | D-2260              | A9              | 214                                                   | 220 (213 km/h)                                        | 13 (239 km/h)                                         | = 447           |
| 9.              | Tadeusz Karpiński       | Polska          | RWD-6           | SP-AHL              | O4              | 238                                                   | 200 (185 km/h)                                        | 5 (216,2 km/h)                                        | = 443           |
| 10.             | Robert Lusser           | Niemcy          | Klemm Kl 32 V   | D-2311              | B6              | 219                                                   | 213 (193 km/h)                                        | 5 (214,3 km/h)                                        | = 437           |
| 11.             | Jerzy Bajan             | Polska          | PZL.19          | SP-AHK              | O3              | 223                                                   | 206 (188 km/h)                                        | 4 (212,9 km/h)                                        | = 433           |
| 12.             | Georg Pasewaldt         | Niemcy          | Klemm Kl 32 XIV | D-2320              | C4              | 219                                                   | 202 (186 km/h)                                        | 5 (213,7 km/h)                                        | = 426           |
| 13.             | Theo Osterkamp          | Niemcy          | Klemm Kl 32 V   | D-2312              | B7              | 219                                                   | 204 (187 km/h)                                        | 3 (210,4 km/h)                                        | = 426           |
| 14.             | Werner Junck            | Niemcy          | Heinkel He 64c  | D-2305              | E2              | 225                                                   | 186 (178 km/h)                                        | 13 (239,3 km/h)                                       | = 424           |
| 15.             | Dietrich von Massenbach | Niemcy          | Heinkel He 64c  | D-2303              | A6              | 183                                                   | 220 (206 km/h)                                        | 12 (235,2 km/h)                                       | = 415           |
| 16.             | Josef Kalla             | Czechosłowacja  | Praga BH-111    | OK-BAH              | T2              | 192                                                   | 211 (191 km/h)                                        | 5 (214,3 km/h)                                        | = 408           |
| 17.             | Walter Marienfeld       | Niemcy          | Darmstadt D-22a | D-2222              | B8              | 145                                                   | 220 (205 km/h)                                        | 10 (230,7 km/h)                                       | = 375           |
| 18.             | Ignacy Giedgowd         | Polska          | PZL.19          | SP-AHI              | O2              | 198                                                   | 142 (164 km/h)                                        | 5 (215,8 km/h)                                        | = 345           |
| 19.             | Jan Anderle             | Czechosłowacja  | Breda Ba 15S    | OK-WAL              | T1              | 143                                                   | 130 (160 km/h)                                        | 0 (177,8 km/h)                                        | = 273           |
| 20.             | Raymond Delmotte        | Francja         | Caudron C.278   | F-ALXB              | K4              | 192                                                   | 73 (141 km/h)                                         | –                                                     | = 265           |
| 21.             | František Klepš         | Czechosłowacja  | Praga BH-111    | OK-BEH              | T4              | 196                                                   | 25 (130 km/h)                                         | –                                                     | = 221           |
| 22.             | Pierre Duroyon          | Francja         | Potez 43        | F-AMBN              | K3              | 171                                                   | 43 (131 km/h)                                         | –                                                     | = 214           |
| 23.             | Maurice Arnoux          | Francja         | Farman F-234    | F-ALLY              | K5              | 89                                                    | 73 (141 km/h)                                         | –                                                     | = 162           |
| 24.             | André Nicolle           | Francja         | Mauboussin M.12 | F-ALVX              | K6              | 111                                                   | 40 (105 km/h)                                         | –                                                     | = 151           |

Za pierwsze miejsce wyznaczona była nagroda 100 000 franków francuskich, za drugie – 50 000 franków, za trzecie – 25 000 franków, za czwarte – 13 000 franków i za miejsca od piątego do dwudziestego – po 7000 franków. Poszczególne aerokluby i inne organizacje ufundowały też inne nagrody.
Efektem zawodów Challenge było wymuszenie rozwoju lotniczej myśli technicznej. Ówczesna prasa dostrzegała, że w porównaniu z poprzednimi zawodami nastąpił olbrzymi postęp w konstrukcji samolotów. Samoloty budowane specjalnie na zawody odznaczały się wysokim poziomem technicznym – bogatą mechanizacją skrzydeł (klapy, sloty) oraz dobrymi charakterystykami lotnymi. W stosunku do poprzednich zawodów maksymalna szybkość średnia na trasie rajdu wzrosła ze 175 do 213 km/h, najkrótsza długość startu i lądowania zmniejszyła się ze 125 i 127 do poniżej 100 metrów, a jednocześnie polepszyło się najmniejsze zużycie paliwa (poprzednio: 8 kg/100 km). Ujemną stroną było jednak to, że wyśrubowane wymagania co do wyposażenia i mocy silników przy prawie niezmienionej masie własnej powodowały, że ucierpiała na tym solidność budowy płatowców. Dalszy rozwój udanych konstrukcji doprowadził do powstania bardziej zaawansowanych samolotów budowanych na kolejne zawody Challenge 1934, które, z uwagi na zwycięstwo Polaków, organizowane były w Warszawie, przez Aeroklub Rzeczypospolitej Polskiej.
Niecały miesiąc po zwycięskich zawodach, Franciszek Żwirko i Stanisław Wigura ponieśli śmierć w katastrofie ich samolotu RWD-6 w Cierlicku koło Cieszyna 11 września 1932. Również Reinhold Poss zginął w 1933 r. w wypadku lotniczym.